# Uliks Stranger
Uliks Stanger, italianizzato in Ulisse Stanger (Abbazia, 13 luglio 1888 – Abbazia, 16 ottobre 1973), è stato un politico e avvocato austriaco naturalizzato italiano di lingua croata.

## Biografia
Nato da famiglia di lingua croata in Istria figlio di una famiglia benestante e influente, il padre Antun era un armatore mentre suo zio Andrija Stanger fu più volte sindaco di Volosca e di Abbazia.
Dopo aver studiato legge a Vienna, aprì il suo studio legale in Istria e divenne il segretario della società letteraria croata Dalmatinski skup (Società dalmata). Dopo la prima guerra mondiale tornò ad Abbazia e lavorò intensamente nella Società politica Edinost. Fu uno dei pilastri del Movimento liberale croato in Istria, con Mirko Vratovic e Anto Iveš, liberali all'interno della Società politica Edinost e uno dei leader del Partito popolare croato-sloveno. Nel 1921 si candidò nella concentrazione slava alle elezioni politiche alla Camera dei deputati, ma Giuseppe Wilfan rinunciò al suo seggio in Istria e quindi venne eletto deputato. Nel  elezioni politiche del 1924 si candidò nuovamente ma non venne eletto. Non essendo stato rieletto deputato, si recò nel Regno di Jugoslavia a Spalato e portò avanti la causa della minoranza slava in Venezia Giulia. All'inizio della seconda guerra mondiale aderì alla resistenza e nel 1945 entrò nel governo della Repubblica Socialista di Croazia. Dopo la guerra entrò nell'Istituto Adriatico, oggi l'Istituto per le scienze storiche e sociali dell'Accademia delle scienze croata a Fiume.
Morì ad Abbazia nel 1973 a 85 anni d'età.